# Tuxtla Gutiérrez (kommun)
Tuxtla Gutiérrez är en kommun i Mexiko.   Den ligger i delstaten Chiapas, i den sydöstra delen av landet, 700 km öster om huvudstaden Mexico City.
De folkrikaste orterna i kommunen 2010 var:
1. Tuxtla Gutiérrez, 577 318 invånare
2. Copoya, 9 386 invånare
3. El Jobo, 5 210 invånare
4. Emiliano Zapata, 861 invånare
5. Yúquiz, 473 invånare